# گورستان سر دره گرگ
گورستان سر دره گرگ مربوط به هزاره اول قبل از میلاد است و در شهرستان نمین، بخش عنبران، روستای کلش واقع شده و این اثر در تاریخ ۲۳ شهریور ۱۳۸۲ با شمارهٔ ثبت ۱۰۰۳۳ به‌عنوان یکی از آثار ملی ایران به ثبت رسیده است.